# PLEKHA2
PLEKHA2 (англ. Pleckstrin homology domain containing A2) – білок, який кодується однойменним геном, розташованим у людей на 8-й хромосомі. Довжина поліпептидного ланцюга білка становить 425 амінокислот, а молекулярна маса — 47 255.
| 10         |  | 20         |  | 30         |  | 40         |  | 50         |
| ---------- |  | ---------- |  | ---------- |  | ---------- |  | ---------- |
| MPYVDRQNRI |  | CGFLDIEEHE |  | NSGKFLRRYF |  | ILDTQANCLL |  | WYMDNPQNLA |
| MGAGAVGALQ |  | LTYISKVSIA |  | TPKQKPKTPF |  | CFVINALSQR |  | YFLQANDQKD |
| MKDWVEALNQ |  | ASKITVPKGG |  | GLPMTTEVLK |  | SLAAPPALEK |  | KPQVAYKTEI |
| IGGVVVHTPI |  | SQNGGDGQEG |  | SEPGSHTILR |  | RSQSYIPTSG |  | CRASTGPPLI |
| KSGYCVKQGN |  | VRKSWKRRFF |  | ALDDFTICYF |  | KCEQDREPLR |  | TIFLKDVLKT |
| HECLVKSGDL |  | LMRDNLFEII |  | TSSRTFYVQA |  | DSPEDMHSWI |  | KEIGAAVQAL |
| KCHPRETSFS |  | RSISLTRPGS |  | SSLSSGPNSI |  | LCRGRPPLEE |  | KKALCKAPSV |
| ASSWQPWTPV |  | PQAGEKLLPP |  | GDTSEDSLFT |  | PRPGEGAPPG |  | VLPSSRIRHR |
| SEPQHPKEKP |  | FMFNLDDENI |  | RTSDV      |  |            |  |            |

A: Аланін

C: Цистеїн

D: Аспарагінова кислота

E: Глутамінова кислота

F: Фенілаланін

G: Гліцин

H: Гістидин

I: Ізолейцин

K: Лізин

L: Лейцин

M: Метіонін

N: Аспарагін

P: Пролін

Q: Глутамін

R: Аргінін

S: Серин

T: Треонін

V: Валін

W: Триптофан

Кодований геном білок за функцією належить до фосфопротеїнів. 
Білок має сайт для зв'язування з ліпідами. 
Локалізований у клітинній мембрані, цитоплазмі, ядрі, мембрані.